# La Cieneguita, Guanajuato
La Cieneguita är en ort i Mexiko.   Den ligger i kommunen León och delstaten Guanajuato, i den centrala delen av landet, 300 km nordväst om huvudstaden Mexico City. La Cieneguita ligger 1 994 meter över havet och antalet invånare är 124.
Terrängen runt La Cieneguita är platt åt sydväst, men åt nordost är den kuperad. Runt La Cieneguita är det tätbefolkat, med 442 invånare per kvadratkilometer. Närmaste större samhälle är León de los Aldama, 19,9 km väster om La Cieneguita. Trakten runt La Cieneguita består till största delen av jordbruksmark.